# Byrsonima laxiflora
Byrsonima laxiflora är en tvåhjärtbladig växtart som beskrevs av August Heinrich Rudolf Grisebach. Byrsonima laxiflora ingår i släktet Byrsonima och familjen Malpighiaceae. Inga underarter finns listade i Catalogue of Life.

## Bildgalleri

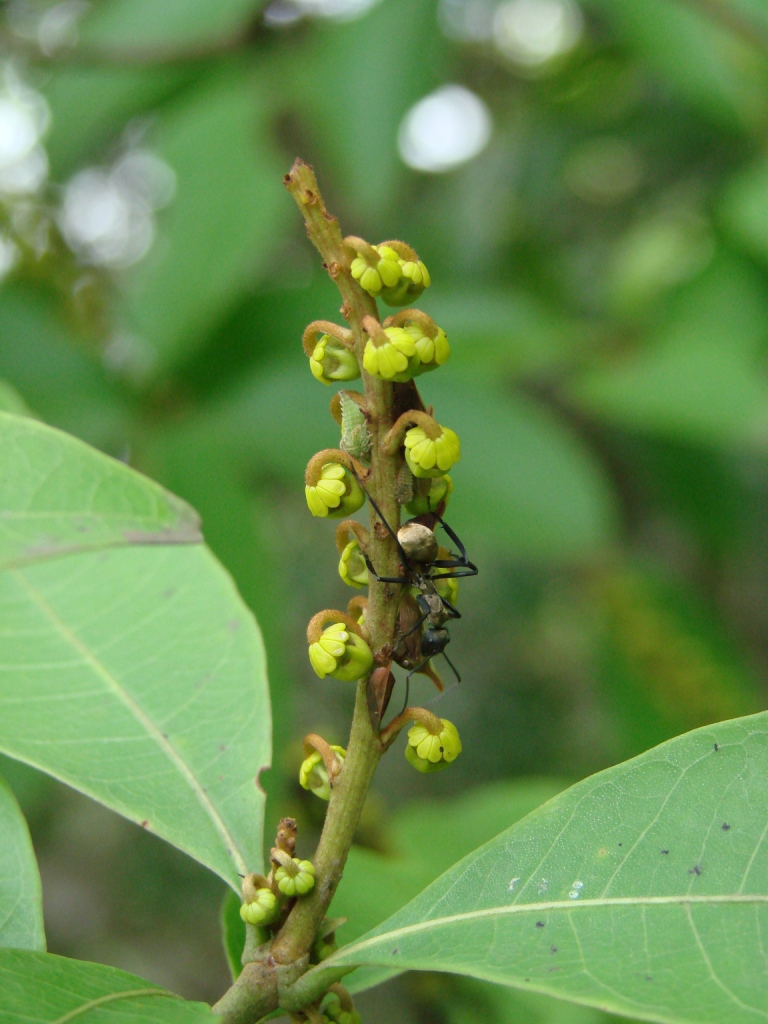
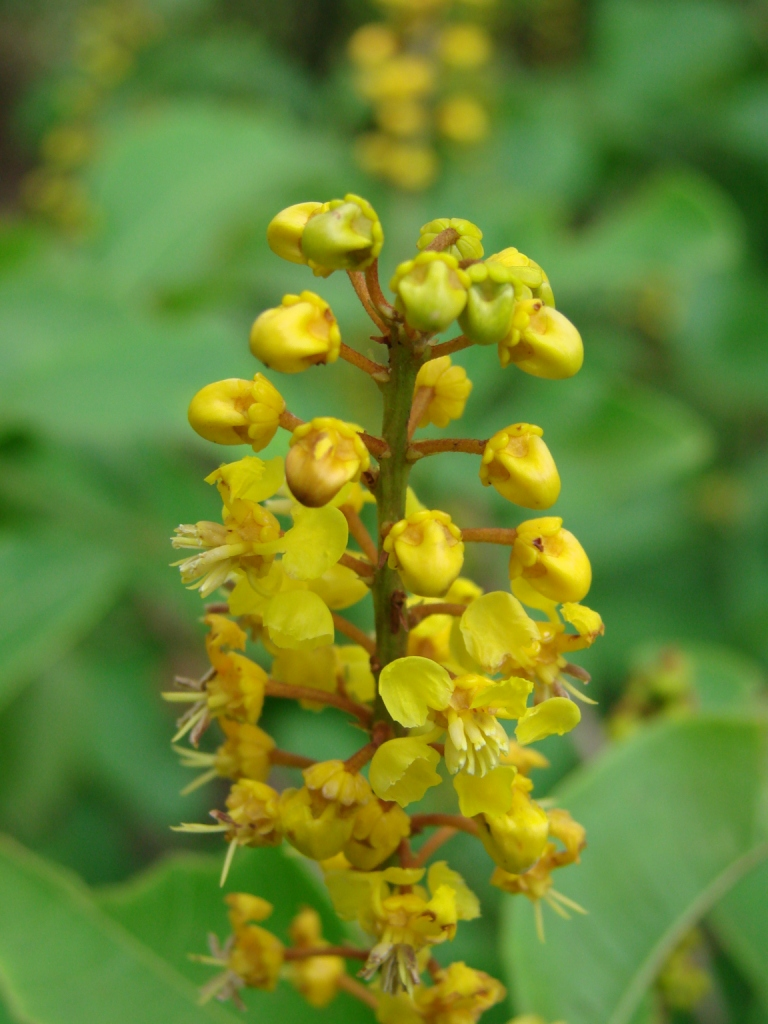
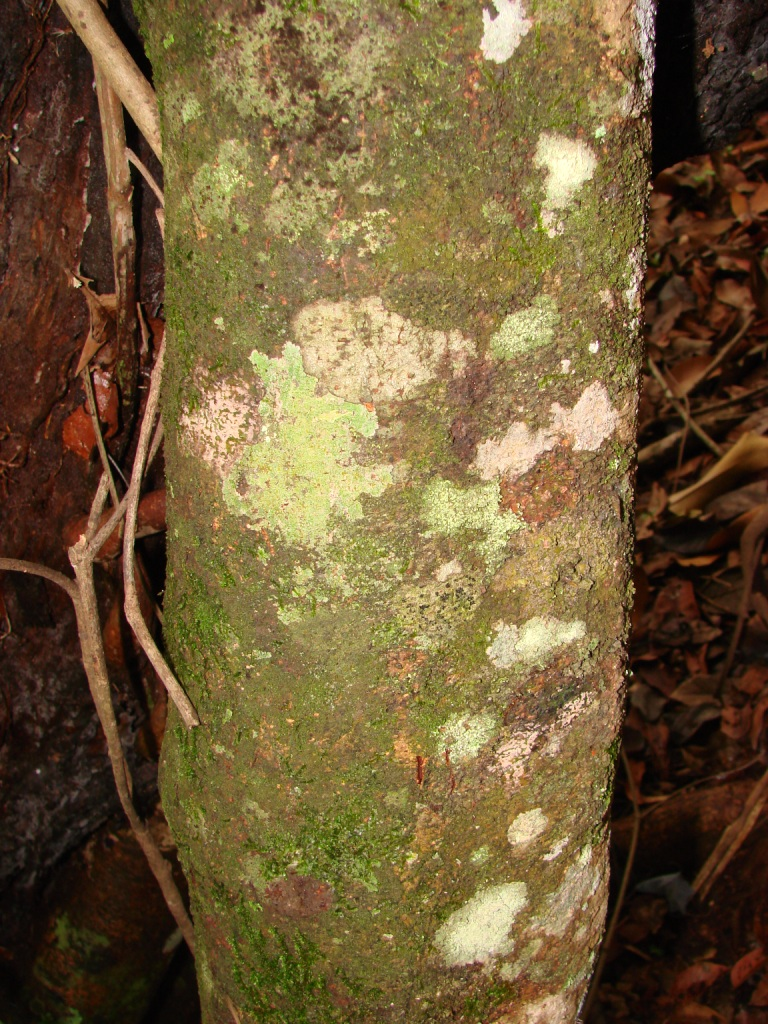